# América Football Club (Fortaleza)
L'América Football Club, noto anche semplicemente come América CE, è stata una società calcistica brasiliana con sede nella città di Fortaleza, capitale dello stato dell'Ceará.

## Storia
L'América è stata fondata l'11 novembre 1920, dopo essere stata campionessa statale nel 1935 e nel 1966.
Dalla sua fondazione nel 1920, illustri leader sono passati per l'America: Juvenal Pompeu, José Lino da Silveira, Aécio de Borba Vasconcelos, Marcílio Braune, Lívio Correia Amaro, José de Borba, Vládine Pompeu, João Ramos de Carvalho, Cláudio Vilela Lima , Galba Gomes Gurgel, José Xerez, Herialdo Maia Cunha, José Chagas de Oliveira, Mileide Morais, Gianpaolo Damasceno, Alberto Damasceno e molti altri.
Il 1966 fu un anno speciale per gli americani, che vinsero il loro secondo titolo statale di calcio, oltre al Campionato Cearense di futsal, basket e pallavolo. Come squadra di calcio, è la squadra del Ceará che ha giocato di più fuori dal Brasile, ottenendo risultati onorevoli, come la vittoria per 1-0 sulla nazionale della Guyana francese e il pareggio senza reti con la squadra di Trinidad e Tobago, sotto la gestione del Dott. Vládine Pompeu.
Nel Calcio a 5, anche se è assente dal campionato adulti dal 1969, rimane la seconda squadra ad avere più titoli in questo sport.